# Charles de Warzée d'Hermalle

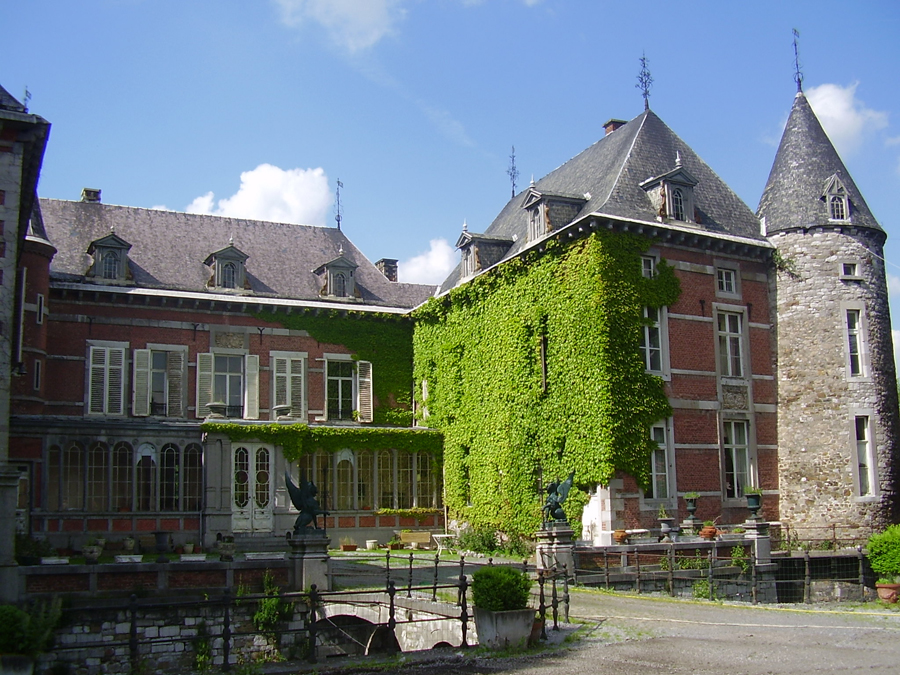
Kasteel van Hermal

Charles Nicolas Joseph de Warzée d'Hermalle (Ciney, 5 juli 1776 - Ramelot, 5 maart 1852) was een Zuid-Nederlands edelman en rechtsgeleerde.

## Levensloop
Hij was een zoon van de rechtsgeleerde Charles François Joseph Warzée, die gedeputeerde was bij de Staten van Luik, stafhouder van de advocaten bij het hof in Luik (1811-1813), en van Marie-Eugénie Evrard.
Hij promoveerde tot licentiaat in de rechten in Parijs en werd in 1805 advocaat in Luik. In 1809 werd hij auditeur bij het keizerlijk hof in Luik, vervolgens werd hij substituut-procureur-generaal en van 1811 tot 1830 was hij procureur-generaal.
In 1816, onder het Verenigd Koninkrijk der Nederlanden, werd hij opgenomen in de erfelijke adel en benoemd in de Ridderschap van de provincie Luik. In 1817 werd hem de titel baron toegekend, overdraagbaar bij eerstgeboorte.
Hij trouwde in 1807 met Marie-Josèphe Hougardy (1782-1808). Hij hertrouwde in 1812 met Georgine De Rome (1790-1854).
Hij was een overtuigd orangist, en moest tijdens de septemberdagen van 1830 op de vlucht slaan, om de maand daarop door het Voorlopig Bewind te worden afgezet. Joseph Lebeau was zijn opvolger. 
Hij bleef in contact met de Nederlandse koning, die hem voorstelde commissaris-generaal of gouverneur voor het groothertogdom Luxemburg te worden, wat hij echter afwees. In 1834 breidde Willem I zijn baronstitel uit als overdraagbaar op alle afstammelingen, wat in de praktijk niet werkbaar bleek. In 1842 werd hij lid van de Nederlandse Ridderschap van de provincie Limburg en hij woonde regelmatig de bijeenkomsten bij.
Hij had een zoon uit het eerste en een uit het tweede huwelijk. Bij gebrek aan nakomelingen, doofde de familie uit bij de dood van de laatste naamdrager Noémie de Warzée (1855-1933), echtgenote van Léon Le Maire (1848-1915). De laatste mannelijke afstammeling, baron Charles de Warzée d'Hamalle (1852-1920), adopteerde in 1905 zijn schoonbroer Léon le Maire, of was het die zijn zoon, Léon Le Maire (1877-1933), die de naam Le Maire de Warzée d'Hermalle aannam.
Tot die familie behoren:
- Willy le Maire de Warzée d'Hermalle (1878-1966), achtmaal Belgisch kampioen tennis en in 1904 finalist in de Davis Cup.
- Michel de Warzée (°1943), acteur en directeur van de Comédie Claude Volter.
- Jérôme de Warzée (°1970), zoon van Michel, Belgisch kampioen Scrabble, acteur, kroniekschrijver en humorist